# Martha Isabel Ruiz Corzo
Martha Isabel Ruiz Corzo dite Pati ou Paty est une militante écologiste mexicaine née le 17 janvier 1953.

## Biographie
Martha Isabel Ruiz Corzo était violoniste à l'orchestre et professeure de musique à Querétaro lorsqu'elle décide de quitter sa vie urbaine en 1984 pour s'installer près de Jalpan de Serra dans la Sierra Gorda avec son mari et ses deux jeunes fils afin de vivre en contact avec la nature sans électricité. Elle s'implique alors dans des missions de préservation écologique, de reforestation et des campagnes de prévention et fonde le groupe écologique de la Sierra Gorda avec son mari, Roberto Pedraza Muñoz en 1987. Grâce à elle, la Sierra Gorda devient une réserve de la biosphère mondiale en 1997. Elle est nommée directrice de la réserve par le président Ernesto Zedillo et le reste pendant 14 ans jusqu'en 2009.
Elle est membre de l'ONG Forest Trends et a remporté une quarantaine de prix dont le prix Rolex en 2002, le prix National Geographic Society-Buffett en 2012, le prix des Champions de la Terre en 2013 et le World Legacy Award de National Geographic en 2017.
Son fils, Roberto Pedraza Ruiz, est un photographe reconnu pour son travail sur la biodiversité.